# Мала Вишнева
Мала́ Вишне́ва — колишнє село в Балаклійському районі Харківської області, підпорядковувалося Вишнівській сільській раді.

## З історії
Село постраждало внаслідок геноциду українського народу, проведеного урядом СССР в 1932—1933 роках, кількість встановлених жертв у Вишневій, Малій Вишневій, 1 травня, Дубниківці, Зеленому Гаю, Устимівці — 178 людей.
Дата зникнення невідома.

## Географічні дані
Мала Вишнева знаходилося недалеко від витоків річки Теплянка, за 1 км розташоване село Вишнева.